# Wapen van Tielt-Winge

Het wapen van Tielt-Winge (sinds 1995).

Het Wapen van Tielt-Winge is het heraldisch wapen van de Belgische gemeente Tielt-Winge. Het wapen werd op 4 januari 1995 aan de fusiegemeente toegekend.

## Geschiedenis
Het gemeentewapen is gebaseerd op het voormalige gemeentewapen van de deelgemeente Sint-Joris-Winge gebaseerd en toont daarom ook Sint-Joris - patroonheilige van de gemeente - terwijl deze de draak doodt.

## Blazoenering
Het wapen heeft de volgende blazoenering:
In zilver een Sint-Joris van keel, staande op een draak van sinopel.— Ministerieel Besluit van 4 januari 1995.